# Kłonów
Kłonów – wieś w Polsce położona w województwie mazowieckim, w powiecie radomskim, w gminie Gózd. Ma status sołectwa.
| SIMC    | Nazwa           | Rodzaj    |
| ------- | --------------- | --------- |
| 0621185 | Kłonów-Borowiec | część wsi |
| 0621191 | Kłonów-Praga    | część wsi |
| 0621200 | Wyciny          | część wsi |

W latach 1954–1972 wieś należała i była siedzibą władz gromady Kłonów. W latach 1975–1998 miejscowość administracyjnie należała do województwa radomskiego.
Wierni Kościoła rzymskokatolickiego należą do parafii Najświętszej Maryi Panny Królowej Polski w Kłonówku lub do parafii św. Józefa Oblubieńca Najświętszej Maryi Panny w Kuczkach.